# George Jerrard
George Birch Jerrard, né le 25 novembre 1804 à Cornwell dans l'Oxfordshire et mort le 23 novembre 1863 à Long Stratton dans le Norfolk, est un mathématicien britannique.

## Biographie
Il fait ses études au Trinity College de Dublin entre 1821 et 1827. Son principal travail concerne la théorie des équations, pour laquelle il accepte à contre-cœur la validité des résultats de Niels Henrik Abel sur l'impossibilité de résoudre par radicaux l'équation quintique. En utilisant la transformation de Tschirnhaus, il trouve une manière d'éliminer trois des termes de cette équation, ce qui généralise le travail d'Erland Samuel Bring (1736–1798), méthode aujourd'hui appelée forme normale de Bring–Jerrard.

## Ouvrages
- (en) An essay on the resolution of equations, partie 1, Londres, Taylor & Francis, 1858 (lire en ligne).